# 彭师晏
彭师晏，北宋下溪州（治今湖南省古丈县东北）土官，溪州蛮首领。彭仕羲长子。
熙宁三年（1070年），其父彭仕羲被弟弟彭师綵所杀，自为下溪州刺史，专恣暴虐。彭师晏举兵攻杀彭师綵，诛其党羽，并纳誓表于朝廷，将彭仕羲所用鞍马、器械、服饰及所侵喏溪等土地献给宋朝，受命袭州事。熙宁五年（1072年），奉贡纳土，献马皮、白洞（白务峒）地，宋神宗准其袭下溪州刺史职，母亲妻子得封邑。熙宁九年（1076年），前去会见章惇，愿以其誓下州归宋。于是受诏命修筑下溪州城，在茶滩南岸置寨。朝廷赐新城名为会溪（今会溪坪，在今湖南古丈县境），新寨名为黔安，设置戍兵，归辰州统辖，租赋如同汉民。到京城朝贡，授礼宾副使、京东州都监。